# Centre géographique interarmées
Le Centre géographique interarmées (CGI) est une unité militaire française qui relève de l'état-major des armées. Le Centre est stationné au fort de Montrouge, à Arcueil, dans le Val-de-Marne.
Le CGI est représenté à la Commission nationale de toponymie.